# Ваагн
Ваа́гн, в українській транскрипції також Вахагн (вірм. Վահագն), (пер. — Вертрагн) — у вірменській міфології, міфологічний персонаж, вперше згаданий вірменським істориком IV століття Фавстосом Бузандом. Найбільш докладно про нього пише Мовсес Хоренаці у своїй «Історії Вірменії».
Культ Ваагна набув поширення у вірменському неоязичництві.
Ваагн, у вірменської міфології, бог грози і блискавки. Згідно з міфом, його народжували в муках небо і земля, а також пурпурне море; до народження був причетний і червоний очерет (яким розродилося море), які викидають дим і полум'я; з полум'я з'явився Ваагн — юнак з вогненним волоссям, з полум'яною бородою і очима, подібними до двох сонць. Народившись, Ваагн вступає в боротьбу з вішапами (звідси його епітет «Вішапаках» — «вішапоборець») і перемагає їх.
Міф про Ваагна склався, ймовірно, в середині 1-го тис. до н. е. на основі індоіранських міфів про грозові божества, що борються і перемагають змієподібних демонів. У джерелі етимології імені Ваагн — епітет Індри «Врітрахан» («вбивця Врітри»). Боротьба Ваагна з вішапами — «грозова боротьба» бога проти зла, персоніфікуючого бурі, смерчі або грозові хмари (Вішап — демон).
В елліністичну епоху Ваагна ототожнювався з Гераклом. Згідно з варіантом міфу, Ваагн, предок вірмен, суворою зимою вкрав у родоначальника ассирійців Баршама солому і зник в небі. Коли він біг зі своєю здобиччю по небу, він губив на своєму шляху дрібні соломинки, з них утворився Чумацький шлях (вірменською мовою званий «дорога соломокрада»). За іншою версією, Ваагн — не бог, а син царя Тиграна-вішапоборця, який вбив Аждахака.
На честь Ваагна були побудовані храми в Аштішаті, в Ахевакані, Малому Ахбаці (нині в Туреччині). Образу Ваагна присвячені картини сучасних художників А. Коджояна, О. Мінасяна, вірші І. Іоаннісяна і Є. Чаренца, поема Даніела Варужана.

## Опис
Єдиним джерелом про Ваагна залишається хроніка Мовсеса Хоренаці, в якій він розповів, що сказання про Ваагна виконувалися під музичний супровід:
 Ми власними вухами чули спів цієї (пісні) в супроводі пандірна. Далі в пісні позначалося, що Вахагн бився з драконами і переміг їх, і приписувалися йому деякі подвиги, дуже схожі на Гераклові. Кажуть також, що він обожнений: в Іверській країні, де його статую, зроблену в повний зріст, шанували жертвопринесеннями 
.
В імені цього бога міститься той же індоєвропейський корінь, що і в імені іранського бога Вертрагна і парфянського Вархагна. У святилищі на горі Немруд в Коммагені (Заєвфраття), на південь від Малат'ї, він названий Артагнесом і ідентифікований з Гераклом, так само, як і у Фавстоса Бузанда.

### Язичницький гімн
Історик Хоренаці написав про одну старовинну пісню на честь міфологічного персонажа Ваагна з описом його народження і деяких рис зовнішності. З 1991 року є піснею неоязичників Вірменії.

#### Переклад російською
Небеса и Земля были в муках родин,
Морей багрянец был в страдании родин,
Из воды возник алый тростник,
Из горла его дым возник,
Из горла его пламень возник,
Из того огня младенец возник,
И были его власы из огня,
Была его брада из огня,
И, как солнце, был прекрасен лик.

#### Вірм. текст[6]
Երկնէր երկին, երկնէր երկիր,

 Երկնէր և ծովն ծիրանի.

 Երկն ի ծովուն ունէր և զկարմրիկն եղեգնիկ.

 Ընդ եղեգան փող ծուխ ելանէր,

 Ընդ եղեգան փող բոց ելանէր,

 Եւ ի բոցոյն վազէր խարտեաշ պատանեկիկ.

 Նա հուր հեր ունէր,

 Բոց ունէր մօրուս,

 Եւ աչքունքն էին արեգակունք։

## Ресурси Інтернету
- penelope.uchicago.edu, Armenian Mythology, Chapter XXXIV